# Marc van Alstein
Marc van Alstein (Wilrijk, 18 maart 1947) is een Vlaams dichter, prozaschrijver en literatuurcriticus. Van Alstein studeerde enige tijd Germanistiek maar debuteerde in 1968 met de bundel De tijd der tijdelozen. In 1978 won hij de Arthur Merghelynckprijs voor zijn roman Liebrecht of de geruisloosheid van de bourgeoisie. In 2000 werd hem dezelfde prijs toegekend voor de roman De engel van Simberg of is dit nu de wereld. Tegenwoordig publiceert hij onder het pseudoniem Alstein.